# Lola Marandel
Lola Marandel (* 12. Juli 2002) ist eine französische Tennisspielerin.

## Karriere
Marandel spielt vorrangig Turniere der ITF Women’s World Tennis Tour, wo sie bislang einen Titel im Doppel gewonnen hat.

## Turniersiege

### Doppel
| Nr. | Datum        | Turnier  | Kategorie | Belag     | Partnerin              | Finalgegnerinnen           | Ergebnis  |
| --- | ------------ | -------- | --------- | --------- | ---------------------- | -------------------------- | --------- |
| 1.  | 1. Juli 2023 | Monastir | ITF W15   | Hartplatz | Lucia Llinares Domingo | Aglaja Fjodorowa Lisa Mays | 6:4, 7:65 |